# Flávio Chamis
Flávio Chamis (São Paulo, ) é um maestro e compositor brasileiro.

## Formação[1]
- Escola Politécnica da Universidade de São Paulo (São Paulo)
- Hochshule fur Musik (Detmold)
- Hochshule fur Musik und Darstellende Kunst (Viena)
- Rubin Academy of Music (Tel Aviv)

## Carreira musical
Como músico erudito, formou-se em regência orquestral pela Hochschule für Musik Detmold. Em diversas ocasiões trabalhou como maestro assistente de Leonard Bernstein. Gravou para o selo Solstice com a Nouvel Orchestre Philharmonique de Radio-France.
No Brasil regeu as principais orquestras e foi o sucessor do maestro Eleazar de Carvalho no cargo de diretor artístico e maestro titular da Orquestra Sinfônica de Porto Alegre de 1987 a 1989.
Em música popular, o CD Especiaria, apenas com suas composições, foi lançado no Brasil pela gravadora Biscoito Fino. Especiaria  recebeu indicação ao Grammy Latino em 2007, e uma de suas músicas – Deuses do Céu - foi premiada no  John Lennon Songwriting Contest, também em 2007.
Flávio Chamis foi agraciado com o 2007 International Press Award em Fort Lauderdale, na Florida.
Flávio Chamis atualmente reside em Pittsburgh, nos Estados Unidos.

## Prêmios e indicações

### Grammy Latino
| Ano  | Categoria                                | Indicação                                      | Resultado |
| ---- | ---------------------------------------- | ---------------------------------------------- | --------- |
| 2017 | Melhor Composição Clássica Contemporânea | Sonata For Viola and Piano (com André Mehmari) | Indicado  |